# زراعة النخيل في السعودية
زراعة النخيل في السعودية تعتبر السعودية موطن النخيل وتعتبر حاليا إحدى أهم الدول التي تهتم لزراعة النخيل ومشتقاته. هناك استثمار ضخم بقطاع النخيل بحوالي 2 مليار ريال سعودي.
سجلت بعض المصادر العلمية وجود أكثر من خمسمائة صنف من النخيل مسجلة في مختلف دول العالم التي تزرع فيها و 90% من هذه الأصناف في الوطن العربي ومعظمها في السعودية العربية وأهم الأصناف المزروعة في المملكة العربية السعودية هي كتالي:
- الأصناف الحلوة: سميت كذلك لحلاوة مذاقها فهي تؤكل بلحاً ورطباً وتمراً، وتنتشر زراعة الأصناف الحلوة في منطقة حائل والمدينة المنورة والقصيم وغيرها ولكن أطيب منابتها منطقة الجوف شمال المملكة العربية السعودية.
- الأصناف السكرية: سميت بهذا الاسم لمشابهة مذاق تمرها لمذاق السكر، وهي تزرع في القصيم وفي وسط نجد وهي منتشرة في مختلف مناطق المملكة مثل صنف السكري.
- صنف الخلاص: يزرع في منطقة الأحساء شرقي المملكة العربية السعودية، وهذا الصنف نقي وجودته عالية وطيب المذاق.
- صنف الصفري: وتشتهر فيه مناطق جنوب نجد ومنطقة بيشة وتربة ورنيه. وهو صنف لونه أصفر ويحافظ على لونه ومذاقه وصلاحيته للاستهلاك فترة أطول من أي صنف آخر من التمور وهو يؤكل رطباً وتمراً.
- صنف العنبرة: تشتهر فيه المدينة المنورة. وهذا الصنف من أفضل التمور وتسميتها مأخوذة من لون تمرها ذي الشكل العنبري.
- صنف نبتة سلطان: هو صنف جديد وممتاز ولقد انتشرت زراعة هذه النخلة في مناطق المملكة العربية السعودية في السنين الأخيرة.